# Cofradía de la Santísima Virgen Blanca
La Cofradía de la Santísima Virgen Blanca es una cofradía de gloria de Jaén, España. Es la segunda Cofradía más antigua de las que aún mantienen su devoción en Jaén. Según los registros del Archivo Histórico Diocesano de Jaén fue fundada en el año 1527, concretamente hay un legajo de dicho año que dice "...los vecinos de aquel termino ayuntáronse con otros del cuerpo de la ciudad en nombre de congregación o hermandad, a voz de la cual se hacen cargo dos o tres con el nombre de hermanos mayores..."
Su actual Hermana Mayor es María Torres Ruíz.

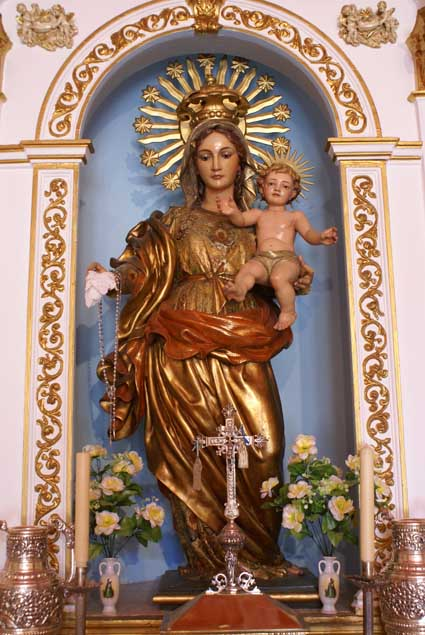
Imagen titular de la Virgen Blanca, de Jaén

## Iconografía
La imagen titular de la Virgen Blanca es de frágil material de pasta-madera, de 1,20 metros de altura. La Virgen permanece de pie, con la mirada hacia abajo, y en su brazo izquierdo sostiene al Niño Jesús. La Virgen se cubre con un manto de pliegues policromados dorados y granates mientras que el Niño Jesús está desnudo cubierto tan solo de un pequeño manto blanco de pureza. Ambos portan coronas doradas, la de la Virgen con rayos y estrellas. La Virgen suele llevar en el brazo derecho unas ramitas de olivo, siendo tradicional que nunca le falte dicho ramito, y si alguien lo ve seco, enseguida lo mudará por uno verde, de los olivos que nunca faltan en los alrededores.
Esta imagen sustituye a la antigua e histórica imagen de piedra, que se cree, según tradición oral, era de alabastro blanco. Lamentablemente la imagen de Jaén fue destrozada y desaparecida para siempre en los comienzos de la guerra civil española, cuando, estando Jaén en el bando leal a la república, se asaltaron determinadas Iglesias y Ermitas, entre ellas la de la Virgen Blanca.
Además de la imagen titular, que está en la ermita todo el año, hay otra imagen de madera que está sita en el templo de la sede canónica y que es la que se procesiona, dada la fragilidad de la imagen titular.

## Ermita

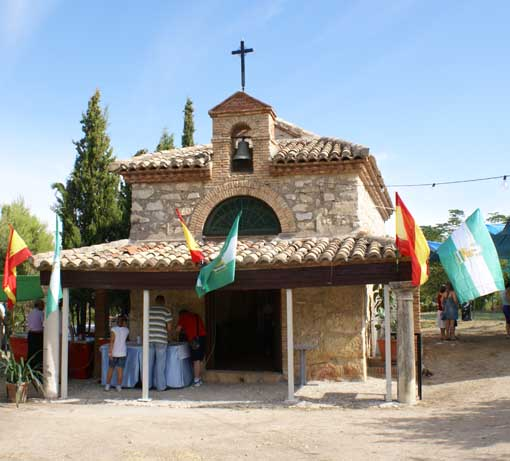
Ermita de la Virgen Blanca de Jaén, engalanada para la Romería

La Ermita de la Virgen Blanca está en las afueras de Jaén, en el paraje de la Imora. Es una construcción de planta rectangular, de unos 4,5 metros de ancho por 12 de largo. Se divide en iglesia y sacristía. La iglesia tiene una bóveda de cañón y carece de ventanas en las paredes, estando iluminada por un ventanal semicircular que hay en la fachada. Tiene un altar sencillo donde se eleva la imagen de la Virgen Blanca. La actual configuración de la Ermita proviene de la restauración del año 1977.

## Sede canónica
La sede canónica de la Cofradía está en la iglesia de Santa María Madre de la Iglesia, en el nuevo barrio de las Fuentezuelas, de Jaén. Allí está la imagen de madera, en un sencillo altar.

## Equipo directivo
El actual equipo de gobierno de la Cofradía, compuesto después de las elecciones celebradas el 15 de diciembre de 2024 en la parroquia Santa María Madre de la Iglesia de Jaén es el siguiente:
- Hermano/a Mayor: María Torres Ruíz
- Vicehermano/a Mayor: Francisco Javier Vasco Moreno
- Administrador: Elvira Ramírez Fernández
- Secretario/a: Almudena Tuñón Lázaro
- Vocal de Caridad: Emperatriz Gómez-Pastrana Córdoba
- Vocal de Cultos y Espiritualidad: María del Carmen Gómez Sacristán
- Vocal de Formación: Miguel Ángel García Torres
- Vocal de Manifestaciones Públicas: Miguel Ángel Díaz Carrasco

## Romería
Es el principal de los actos de la Cofradía. Se celebra el tercer domingo del mes de septiembre. Se traslada la imagen de madera desde la sede canónica hasta la ermita, y allí, en el cerro, se celebra una misa de campo y una procesión por el paraje de la Imora.
- Datos: Q5483708